# Robert Alfred Cloynes Godwin-Austen
Robert Alfred Cloynes Godwin-Austen (17 de março de 1808 — Shalford House, perto de Guildford, 25 de novembro de 1884) foi um geólogo britânico.
Foi laureado com a medalha Wollaston de 1862, concedida pela Sociedade Geológica de Londres.

## Carreira
Publicou um elaborado livro de memórias On the Geology of the South-East of Devonshire ("Sobre a Geologia do Sudeste de Devonshire").
Depois dirigiu sua atenção para as rochas cretáceas de Surrey, seu condado natal – suas propriedades situadas em Chilworth e Shalford perto de Guildford. Mais tarde, tratou dos depósitos superficiais que margeiam o Canal da Mancha e dos pedregulhos erráticos de Selsey. Em 1855, ele apresentou à Geological Society of London seu artigo On the possible Extension of the Coal-Measures beneath the South-Eastern part of England ("Sobre a possível extensão das medidas de carvão abaixo da parte sudeste da Inglaterra"), no qual apontava, com fundamentos teóricos bem ponderados, a probabilidade de algum dia serem alcançadas medidas de carvão nessa área. Neste artigo, ele também defendeu a origem de água doce do Velho Arenito Vermelho, e discutiu as relações dessa formação, e do Devoniano, com o Siluriano e o Carbonífero.

Godwin Austen foi encarregado da conclusão de um trabalho pretendido pelo naturalista Edward Forbes, FRS que foi intitulado História Natural dos Mares Europeus publicado em 1859.